# Amoes
Amoes was een heilige, een heremiet, uit de 4e eeuw. Samen met Achillas (Achilleus) leefde en bad hij jarenlang in de Egyptische woestijn en samen werden zij om die reden Bloemen van de Woestijn genoemd door de Griekse kerk.
De feestdag van Amoes is samen met die van Achillas op 17 januari.

## Bron
Matthew, Margaret en Stephen Bunson (2003) Our Sunday Visitor's Encyclopedia of Saints, Our Sunday Visitor Publishing ISBN 1931709750 blz. 30